# Springende koekoeksbloemgalmug
De springende koekoeksbloemgalmug (Contarinia steini) is een muggensoort uit de familie van de galmuggen (Cecidomyiidae). De wetenschappelijke naam van de soort is voor het eerst geldig gepubliceerd in 1881 door Karsch.